# Drapeau de l'Iran
Le drapeau de la république islamique d'Iran est le drapeau national et le pavillon national depuis le 29 juillet 1980 à la suite de la révolution islamique, en remplacement du drapeau impérial. Il comporte trois bandes horizontales : vert de l'islam en haut, blanc de la paix au milieu et rouge du courage en bas, ainsi que l'emblème de l'Iran en rouge au centre de la bande blanche
À l'époque impériale, le centre du drapeau portait un lion tenant une épée, symbole de la force, sur fond vert, couleur de l'islam, et surmonté du globe solaire, symbole de la royauté iranienne issu des récits mythiques du Shahnameh.

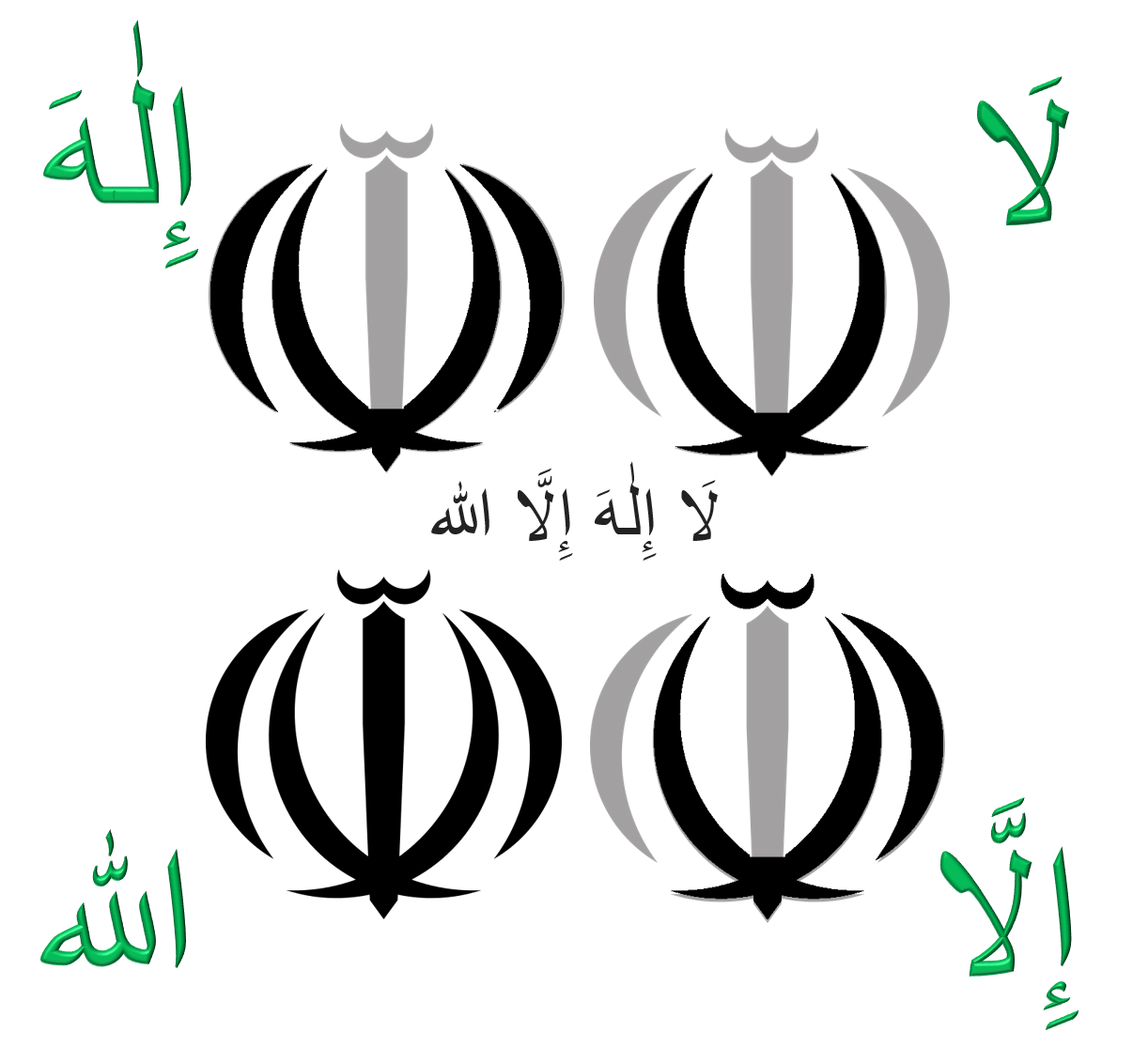
L'emblème du drapeau iranien est un symbole du tawhid, la proclamation musulmane de l'unicité de Dieu.

Depuis l'avènement de la république islamique, un nouvel emblème de l'Iran a remplacé l'emblème impérial. Au-dessus de l’emblème, un shadda (   ّ   ) est un signe diacritique de l’alphabet arabe, normalement utilisé pour doubler une consonne, mais ici, c’est tout le mot Allah (الله) qu’il est censé redoubler et rappeler ainsi la Tawhid ou profession de foi musulmane qui professe qu’« il n’y a qu'un seul Dieu ». Pour les auteurs de cet emblème, sa forme générale rappelle la tulipe, symbole des martyrs, utilisé pour rappeler les gens morts pour l'Iran. En effet, une croyance ancienne veut que, quand un homme meurt pour la patrie, une tulipe pousse à l'endroit où il est enterré. Enfin, l'expression stylisée, en coufique, Allahu akbar apparaît onze fois en haut et onze fois en bas du bandeau blanc, symbolisant le 22 bahman du calendrier persan (correspondant au 11 février du calendrier grégorien), commémorant le jour de la victoire de la révolution.
L'emblème a été conçu par Hamid Nadimi et a été officiellement approuvé par l'ayatollah Khomeini le 9 mai 1980. Malgré la ressemblance, il ne faut pas confondre l’emblème d'Iran avec la khaṇḍā, un symbole sikh qui combine épées et dagues ; celui-là n'a rien à voir avec le sikhisme.
Les standards physiques exacts du drapeau iranien, la forme exacte de l'emblème et la construction au compas et à la règle algorithmique sont décrits dans la norme iranienne ISIRI 1.

## Historique
| Période          | Illustration | Gouvernement                      | Description et notes |
| 1502-1524        |              | Séfévides                         | Drapeau d’Ismail Ier, vert et pleine lune d’or dans la partie supérieure. |
| 1524-1576        |              | Séfévides                         | Drapeau de Tahmasp Ier, vert avec un emblème constitué d’un agneau surmonté du globe solaire. |
| 1576-1747        |              | Séfévides                         | Drapeau d’Ismaïl II et de ses successeurs, vert avec un emblème constitué d’un lion surmonté d’un globe solaire. |
| 1736-1747        |              | Afcharides                        | Drapeau de Nâdir Shâh, jaune, bordé de rouge avec l’emblème du lion surmonté d’un globe solaire. |
| 1750-1794        |              | Dynastie Zand                     | Drapeau triangulaire blanc, bordé de vert, avec l’emblème du lion surmonté d’un globe solaire. |
| 1779-XIXe siècle |              | Dynastie Qadjar                   | Drapeau de Agha Mohammad Shah. Le lion porte désormais une épée. |
| XIXe siècle      |              | Dynastie Qadjar                   | Drapeau introduit par Amir Kabir entre 1848 et 1852, il place le lion impérial sur fond blanc entre deux bandes rouge et verte. |
| Fin XIXe-1906    |              | Dynastie Qadjar                   | Drapeau persan introduit durant le règne de Mozaffaredin Shah. |
| 1906             |              | Dynastie Qadjar                   | Drapeau introduit durant la révolution constitutionnelle de l'Iran, avant que la version tricolore ne devienne officielle. |
| 1906-1910        |              | Dynastie Qadjar                   | Drapeau civil introduit durant la révolution constitutionnelle de l'Iran, le lion impérial disparait. |
| 1906-1925        |              | Dynastie Qadjar                   | Drapeau national adopté durant la révolution constitutionnelle de l'Iran, les couleurs reçoivent une symbolique : le vert représente l’islam, le rouge, le sang des martyrs, le blanc, la paix et la lumière (un rappel du zoroastrisme). |
| 1925-1964        |              | Dynastie Pahlavi                  | Le drapeau national reprend le modèle kadjar mais fonce les couleurs. |
| 1964-1979        |              | Dynastie Pahlavi                  | À la suite de la révolution blanche, le drapeau national, qui reprend le modèle précédent, adopte les proportions internationales. |
| 1979-1980        |              | Gouvernement provisoire de l'Iran | Le gouvernement provisoire au pouvoir jusqu'à l'élection du premier président de la république islamique d'Iran reprend l'ancien drapeau en enlevant le lion.                                                                             |
| 1980-présent     |              | République islamique d'Iran       | Drapeau actuel. |